# Mikoyan-Gurevich MiG-19
El MiG-19 (en ruso: МиГ-19, designación OTAN: Farmer) es, después del F-100 estadounidense, el segundo caza supersónico del mundo. Sustituido muy pronto en la URSS por el MiG-21, sus excepcionales condiciones para el combate cerrado determinaron a China a continuar su desarrollo y producción masiva, bajo la denominación Shenyang J-6. Es un caza comparable al North American F-100 Super Sabre de la "Serie Century" de los Estados Unidos, aunque el MiG-19 se opondría principalmente al McDonell Douglas F-4 Phantom II y Republic F-105 Thunderchief más moderno sobre Vietnam del Norte.

## Desarrollo
A finales de la década del cuarenta, el OKB de Mikoyan trabajó en el I-350, veloz interceptor de ala en flecha de 60°, provisto del turborreactor Lyulka TR-3A/AL-5 de flujo axial. Esta aeronave mantuvo el armamento usado en los MiG-15 y MiG-17, consistente en un cañón de 37 mm y dos de 23 mm. Dos prototipos fueron proyectados, uno con el radar RP-1 Izumrud, y el otro con el radar Korshun. El avión, en su configuración de interceptor con el radar Izumrud, voló el 16 de junio de 1951, aunque el motor falló poco después de despegar; este proyecto fue cancelado en agosto de 1951.
En julio de 1951, el Consejo de Ministros de la URSS autorizó el desarrollo del nuevo caza interceptor como sustituto del MiG-17, lo que llevó al O.K.B de Mikoyan a un nuevo diseño. Por ello, se empezó por sacar las mejores características del I-350, usando una configuración bimotor, con un fuselaje ligero y ala en flecha. Mikoyan trabajaba en el MiG-17 SM-1/I-340, con dos motores AM-5F. Sus prestaciones fueron buenas, decidiendo usar estos motores en una célula experimental mejorada, denominada I-360; el desarrollo de este caza de escolta de largo alcance se inició en agosto de 1951, en torno al uso de los ya mencionados motores AM-5F, de 2700 kg de empuje cada uno con postcombustión. El armamento del nuevo avión estaría conformado por dos cañones N-37D de 37 mm en cada ala. De esta manera, se construyeron dos prototipos para pruebas de vuelo y uno para ensayos estáticos.
El primer I-360 voló el 24 de mayo de 1952, con el piloto de pruebas G.A. Sedov a los controles. El 25 de junio del mismo año, el avión superó Mach 1 en vuelo nivelado. El segundo avión voló el 28 de septiembre, logrando prestaciones igualmente fenomenales. Posteriormente se introdujeron los muy mejorados motores Mikulin AM-9B/RD-9B, de 2600 kg cada uno en seco y 3250 kg con postcombustión. El nuevo diseño se denominó Izdeliye SM-9. Tres fueron construidos, el primero de los cuales voló el 5 de febrero de 1954, con Sedov a los controles. Pequeños cambios se introdujeron y el tercer prototipo que llevó casi todas las características del avión de producción.

## En servicio

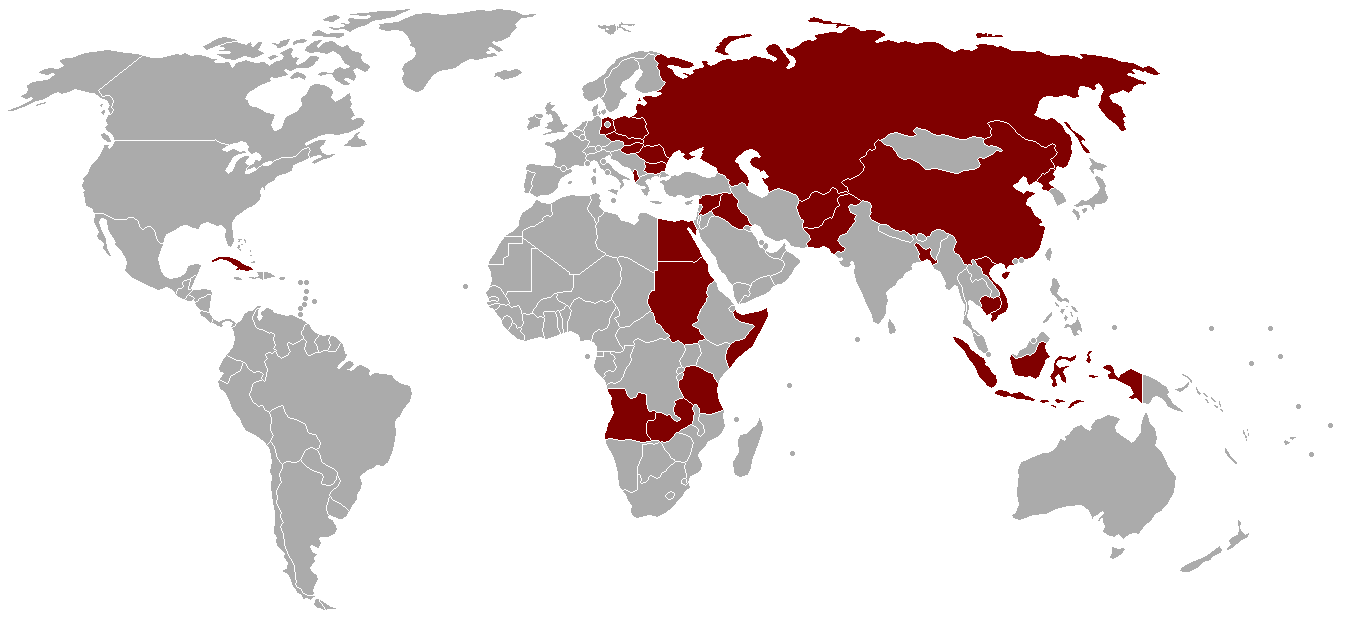
Operadores del MiG-19.

A mediados de febrero de 1954, la Fuerza Aérea Soviética (VVS) ordenó la producción en serie del modelo MiG-19. Los dos primeros aviones de producción se entregaron a la VVS en junio de 1955, y en agosto del mismo año 48 de estos aviones volaron en el show aéreo de Tushino en Moscú. La OTAN le asignó el nombre código "Farmer". Este fue el primer avión operativo supersónico en servicio con la Fuerza Aérea Soviética. 

### Desarrollo de sus motores
Paralelamente, Mikoyan desarrollaba un caza con motores Klimov VK-7 de flujo centrífugo. Este avión, proyectado con los mismos parámetros del SM-9, pasó a llamarse I-370. El avión consiguió volar el 16 de febrero de 1955, con el piloto de pruebas de Mikoyan, Fyodor I. Burtsev. Pero este proyecto terminó siendo solo un experimento, ya que para entonces los motores de flujo centrífugo simplemente eran historia.

### Estructura básica
En tanto, el MiG-19 de producción era un avión de ala media, cuya estructura estaba hecha principalmente de una aleación de aluminio; los controles de vuelo eran convencionales, con flaps dobles en cada ala; el combustible era almacenado en cuatro tanques en el fuselaje, pudiendo también llevar tanques externos de 760 L; los dos motores RD-9B iban instalados en el fuselaje. El tren era convencional del tipo triciclo, y al aterrizar se podía desplegar un paracaídas para acortar la carrera. El armamento, en el modelo inicial, era de tres cañones Nudelman-Rikhter NR-23 de 23 mm, uno en la nariz y dos en las alas. El piloto contaba con un asiento eyectable convencional y la cabina llevaba equipos de radio, IFF, brújula giromagnética, equipo de navegación y radar de alerta Sirena II.

### Prestaciones
Las prestaciones del MiG-19 Farmer eran polémicas. Aunque algunas de sus cualidades como interceptor podían ser semejantes a las de su contraparte occidental, el F-100 Super Sabre, en misiones de ataque a tierra era muy inferior. A partir del ejemplar de serie número 500, en 1956, se introdujo estabilizadores de incidencia variable, motores RD-9B y tres cañones NR-30 de 30 mm, lo cual correspondía a la versión MiG-19S Farmer-C.

### Versión de reconocimiento
Cierto número de MiG-19S se convirtieron para reconocimiento, siendo denominados MiG-19R; estos estaban provistos de motor RD-9BF-1, con 10 % más de potencia en seco, y un nuevo sistema de postcombustión, además de cámaras en lugar de cañones.

### Interceptor
Asimismo, se diseñaba una versión con radar de interceptor; el primero de tres prototipos SM-7 voló el 28 de agosto de 1954, con V.A. Nefyodov a los controles. Este modelo llevaba una nariz más larga, con el radar RP-1 Izumrud, mientras el cañón de nariz se suprimió y los cañones de las alas se mantuvieron. Este versión fue operativa como MiG-19P Farmer-B, formando parte de una serie de interceptores todo-tiempo desarrollados a partir del caza de superioridad aérea original. Podía llevar un contenedor con cohetes no guiados bajo cada ala, para combate aire-aire. Posteriormente, algunos MiG-19P en servicio se modificaron para llevar los misiles aire-aire K-13/AA-2 Atoll; las últimas aeronaves de producción de este modelo fueron dotadas del radar mejorado RP-5 Izumrud, con mayor alcance y resolución. Cierto número de MiG-19P fueron provistos de un sistema Gorizont-1, que recibía datos provenientes de estaciones en tierra acerca del objetivo; esta versión se designó MiG-19PG. 
Entonces, los misiles aire-aire ya eran vistos como el futuro de los combates aire-aire, por lo cual se desarrolló una versión del MiG-19P (P de "Perejvatchik" - Interceptor) con este tipo de armamento; tres aviones se modificaron, y se usaron como prototipos, siendo evaluados durante varios meses. El modelo resultante fue el MiG-19PM Farmer-D, que entró en servicio en 1957. Dispone de un radar Izumrud con dos antenas; la antena de exploración/control de tiro se situaba en el interior de un radomo cónico instalado en el tabique de separación de la toma de aire, mientras que la de telemetría se encontraba en un radomo de labio sobre la toma. Este modelo llevaba únicamente un cañón, además de soportes subalares para cohetes aire-aire de 212 mm o dos/cuatro contenedores para cohetes RO-57-8, además de misiles aire-aire K-5M/RS-2/AA-1 Alkali de guiado electromagnético. Unos pocos MiG-19P se adaptaron a este modelo, siendo redesignados MiG-19PML. 

### Variante de gran altitud
También se desarrolló una variante capaz de volar a gran altitud, con el objeto de no ser alcanzado por las defensas antiaéreas. Este modelo se basó en el MiG-19S, quitando algo de armamento, blindaje de cabina y otros elementos, y adaptando el motor RD-9BF. En 1956 esta versión fue producida, en número limitado, como MiG-19SV; uno de estos alcanzó una altitud récord de 20 740 m el 6 de diciembre de 1956, con N.I. Korovushkin a los controles. Un modelo similar, el MiG-19SVK, fue evaluado en 1957, pero no tuvo éxito y la idea fue abandonada después. Los norteamericanos lograron un avión de esta naturaleza con el Lockheed U-2, de reconocimiento estratégico, que voló por vez primera sobre la URSS el 4 de julio de 1956. El O.K.B de Mikoyan continuó desarrollando el concepto, usando una célula convencional, pero provisto de un cohete de combustión líquida; esta variante se designó MiG-19SU.Cierto número de MiG-19P fueron dotados de cohetes impulsor, pasando a llamarse MiG-19PU. Pero los interceptores de gran altitud no eran muy efectivos, siendo sustituidos por los misiles tierra-aire, como los V-75/SA-2. Un misil de este tipo derribó a un U-2 el 1 de mayo de 1960, mientras este efectuaba su misión de reconocimiento, con Francis Gary Powers a los controles.

### Banco de pruebas para el Misil Kh-20
A mediados de los cincuenta, el O.K.B de Mikoyan empezó a trabajar en el misil de crucero aire-tierra Kh-20/AS-3 Kangaroo, basado en la configuración del MiG-19. Durante las primeras pruebas, dos MiG-19 de los primeros modelos de producción fueron usados como "simuladores", siendo designados izdeliye SM-20. Uno de ellos llevaba piloto, pero el otro no estaba tripulado. Probaron los sistemas de guía y el lanzamiento desde el bombardero Tu-95 Bear. Otros dos MiG-19 se usaron en el desarrollo del misil K-10S/AS-2 Kipper, para el bombardero Tupolev Tu-16K; recibieron la designación izdeliye SM-K.

### Despegue desde distancia cero
Unos pocos MiG-19S se usaron para probar el despegue desde distancia cero (ZLL/ZLTO), dotados de cohetes de combustión sólida; algunos se construyeron para el ZEL, estando provistos del cohete PRD-22, y designados izdeliye SM-30.

### Usado como drones
En tanto, algunos aviones se convirtieron para usarse como drones (aviones no tripulados de reconocimiento), siendo designados MiG-19M.

### Otras variantes
Cuatro prototipos de caza diurno SM-12 volaron en 1957, estando dotados de la nariz del MiG-21, con una toma de aire pequeña, mejoras en la aviónica y dos turborreactores Sorokin R3-26. Un solo SM-12PM, variante de interceptor, voló en 1958; estaba provisto de una nariz similar a la del MiG-21, pero con un radar TsD-30; el cañón se mantuvo y se pueden instalar también dos misiles aire-aire AA-1 Alkali; este avión cuenta con dos turborreactores R3-26, así como una toma de aire variable. El SM-12PMU, similar al anterior, voló en 1958; este estaba provisto de un motor cohete líquido, diseñado originalmente para el MiG-19SU/PU. La serie de prototipos SM-12 se usó para diversas pruebas, siendo en general una serie de híbridos entre el MiG-19 y el MiG-21.

## Producción total
La producción soviética del MiG-19 alcanzó los 2069 ejemplares. La compañía checa Vodochody construyó bajo licencia el MiG-19S durante 1958-1961, bajo la designación Avia S-105; produjo 103 ejemplares. Sólo la aviónica era de construcción checa, mientras el resto de los componentes del avión eran importados desde la Unión Soviética.

### Producido en China
La República Popular China produjo bajo licencia el interceptor MiG-19P a partir de 1958; la producción fue realizada por Shenyang, y el primer avión ensamblado en China (mediante partes suministradas por soviéticos) voló en diciembre de 1958. El primer MiG-19P construido íntegramente por Shenyang (llamado J-6) voló en septiembre de 1959. La factoría Nanchang también produjo paralelamente el MiG-19PM, siendo estos aviones designados J-6B. El caza diurno MiG-19S fue producido por Shenyang a partir de 1961, y el primer avión, de construcción enteramente china, voló a finales de año (estos aviones mantuvieron la designación J-6).Alrededor de 4000 J-6 fueron producidos durante los ochenta, siendo exportados, bajo la designación F-6, a varios países, principalmente Pakistán. Debido a la producción china, el MiG-19 ha podido estar en servicio hasta la actualidad, en varias subvariantes:
- el J-6C, último modelo de producción del caza diurno, es similar al MiG-19S/ J-6, incluyendo cambios menores;
- el JZ-6, variante de reconocimiento con cámaras en la parte delantera del fuselaje;
- el J-6III es una versión mejorada del caza diurno J-6, con motores nuevos, cono de nariz en la toma de aire y alas más pequeñas para mayor maniobrabilidad;
- el J-6A o J-6IV, interceptor basado en las líneas del MiG-19PM, fue producido en números limitados;
- el JJ-6, entrenador biplaza, es el modelo más distintivo producido por China, siendo exportado como FT-6

El J-6 ha sido el principal avión caza diurno de la Fuerza Aérea del Ejército Popular de Liberación (PLAAF).

### Pakistán
Un buen número de entrenadores FT-6 fue vendido a Pakistán; los pakistaníes dotaron a sus F-6 y FT-6 de asientos eyectables Martin Baker Mark 10L (cero-cero), así como de misiles aire-aire AIM-9 Sidewinder.

## Historial en Combate

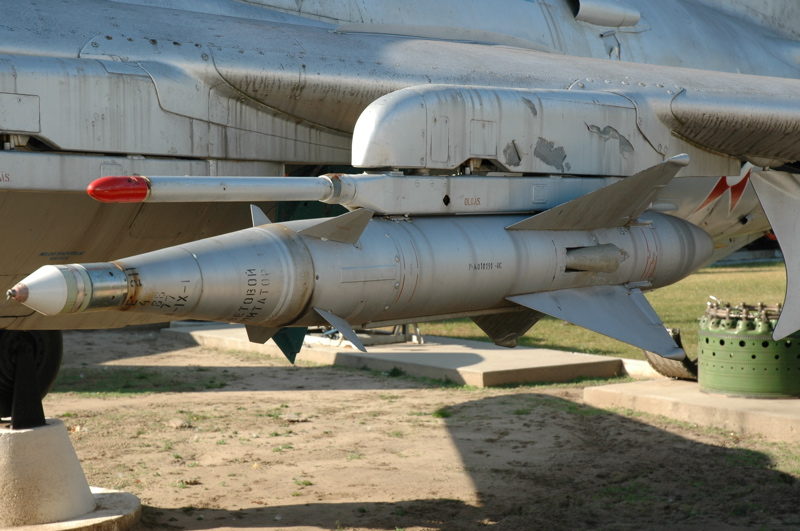
Misil soviético aire-aire K-5M (AA-1 Alkali) montado en un MiG-19

### Asia

#### Vietnam de Norte
Hanói decidió a principios de 1969 fortalecer sus defensas aéreas creando una tercera unidad de caza a reacción; el regimiento de caza 925a. Esta unidad consistiría en los modelos MiG-17 tardíos y los MiG-19 recién adquiridos (casi todos los cuales fueron Shenyang J-6 de la República Popular China). El regimiento se estableció en Yen Bai, y en abril de 1969, nueve pilotos MiG-19 con clasificación de combate fueron enviados al servicio militar. Mientras que algunos de los MiG-17 de Vietnam del Norte y todos sus MiG-21 fueron suministrados por la Unión Soviética, los MiG-19 (modelos J-6) fueron suministrados por la República Popular China, que rara vez superaron los 54 MiG-19 en número. 
Durante la guerra de Vietnam, el F-6 fue suministrado a Vietnam del Norte. Los MiG-19 norvietnamitas efectuaron acciones aire-aire en 1972. En total la Fuerza Aérea Popular de Vietnam (FAPV) recibió 44 MiG-19 en febrero de 1969, que se asignaron al recién creado 925° Regimiento de Caza. Su bautismo de fuego ocurrió el 8 de mayo de 1972 cuando dos pilotos de MiG-19 -Nguyen Ngoc Tiep y Nguyen Hong Son- reclamaron abatir dos F-4 (no confirmados por fuentes estadounidenses). Dos días más tarde, el 10 de mayo, mientras volaba el MiG-19 "6011", el piloto Pham Hung Son derribó el F-4D del comandante del 555° TFS, el mayor Robert Lodge (este falleció, pudiendo eyectarse su copiloto Roger Locher, quien fue luego rescatado). Pocos minutos después su compañero Nguyen Manh Tung abatió un F-4E del 58° TFS, cuya tripulación pereció. 
El primer uso y pérdida de un caza estadounidense a un MiG-19 (J-6) fue en 1965 cuando un avión de combate Lockheed F-104 de la USAF pilotado por el capitán Philip E. Smith fue atacado por un avión de la PLAAF sobre la isla de Hainan. Su Lockheed F-104 Starfighter tomó fuego de cañones que dañó una parte de su ala y el montaje de misiles. Smith lo persiguió y recibió un tono de misil en el MiG pero, dentro de un milisegundo de presionar el botón de disparo de su misil, su Lockheed F-104 Starfighter perdió todo el poder. Fue expulsado y fue capturado. Smith estuvo preso hasta su liberación el 15 de marzo de 1973, debido a la mejora de las relaciones entre Estados Unidos y China luego de la visita a China del presidente de los Estados Unidos, Richard Nixon, en 1972. 
La Fuerza Aérea Popular de Vietnam (VPAF) comenzó a recibir el MiG-19 al final de la Operación Rolling Thunder, que finalizó en 1968. A pesar de su número limitado, los MiG-19 participaron en un extenso combate durante las operaciones Linebacker y Linebacker 2. El VPAF reclamó solo siete victorias sobre aviones estadounidenses, usando el MiG-19, todos los cuales fueron F-4 Phantom IIs. El MiG-19 fue probado por pilotos de EE. UU. En los Estados Unidos en 1969 después de recibir un J-6 chino (modelo exportado F-6) de Pakistán. Además de encontrar que la aeronave tiene una buena cabina que permite una buena visibilidad para el piloto, junto con tres cañones de 30 mm que golpean con fuerza, los pilotos de EE. UU. Encontraron que el MiG-19 (J6 / F6) es un excelente luchador ", como el MiG-17 , podría fácilmente superar al Phantom y podría superar al F-4 hacia Mach 1.2, pero fue más lento que el MiG-21 ". Sin embargo, la falla más fuerte del MiG-19 fue su alcance extremadamente corto, como observó un piloto de prueba de los EE. UU., "¡Después de haber entrado en el posquemador a baja altitud durante cinco minutos, el conductor del MiG buscará un lugar para aterrizar!" Esto, combinado con los motores gemelos de la aeronave, que eran difíciles de mantener, hizo que el MiG-19 fuera impopular con los pilotos norvietnamitas. 
Las victorias de la VPAF y las muertes chinas aire-aire; se lograron con los 3 cañones Nudelman-Rikhter NR-30 de 30 mm de los aviones (la URSS jamás entregó los misiles Kaliningrad K-5 a los vietnamitas). 
El MiG-19 carecía de monturas para misiles aire-aire, pero tenía la única ventaja sobre el modelo anterior F-4 Phantom II: estaba armado con un cañón. Los MiG-19 VPAF tenían tres cañones de 30Nudelman-Rikhter NR-30 de 30 mm de los aviones (la URSS jamás entregó los misiles Kaliningrad K-5 a los vietnamitas).  
El MiG-19 carecía de monturas para misiles aire-aire, pero tenía la única ventaja sobre el modelo anterior F-4 Phantom II: estaba armado con un cañón. Los MiG-19 VPAF tenían tres cañones de 30 mm que "fueron notables por su gran fogonazo" cuando se dispararon. El avión se cargó con 90 disparos por cañón, lo que dio aproximadamente seis segundos de tiempo de disparo. Una sola ráfaga de dos segundos de 90 proyectiles podría impactar a una aeronave estadounidense con 81 lb (37 kg) de metal. Esto contrasta con un cañón de 20 mm de EE. UU., Como el Vulcan, que entregaría 39 libras de metal.
Los Estados Unidos reclamaron que 10 VPAF MiG-19 se perdieron en el combate aéreo. El 2 de junio de 1972, un MiG-19 fue el primer caza a reacción registrado que fue derribado en un combate aéreo por disparos de cañones a velocidades supersónicas, por un Phantom USAF F-4 volado por Phil Handley. El VPAF reclamó que 12 aviones enemigos fueron derribados por los MiG-19, a un costo de 8 MiG-19 perdidos en combate aéreo.

#### China
El MiG-19 estaba en servicio de primera línea con la Fuerza Aérea del Ejército Popular de Liberación (PLAAF), y vio combate limitado contra la Fuerza Aérea de la República Nacional de China. Una gran batalla aérea entre aeronaves comunistas y nacionalistas chinos ocurrió en 1967, con 12 J-6 tomando cuatro Lockheed F-104 Starfighters. Cada lado reclamó una muerte. 
Surgieron informes sobre las misiones de combate volador J-6 de la PLAAF durante las raras peleas fronterizas con los soviéticos, aunque sin registros de peleas de perros, y encuentros durante la guerra de Vietnam con aviones estadounidenses que se adentraron en el espacio aéreo chino. Estas confrontaciones causaron unas pocas pérdidas de aviones de Estados Unidos, sin pérdidas registradas de aviones chinos, aunque los MiG hicieron retiros apresurados hacia la seguridad del espacio aéreo chino antes de que los estadounidenses pudieran responder con refuerzos.

#### Pakistán
El Shenyang F-6 chino se instaló en el PAF de la Fuerza Aérea de Pakistán en 1970. Tres escuadrones F-6 operacionales se usaron de manera extensiva y efectiva contra la Fuerza Aérea de la India, además de proporcionar apoyo en tierra al Ejército de Pakistán. Los F-6 paquistaníes anotaron muertes aire-aire contra el enemigo usando disparos, así como AIM-9B Sidewinders, que fueron modificados para ser transportados bajo estaciones de ala.La acción en combate más importante llevada a cabo por el MiG-19 tuvo lugar en diciembre de 1971, durante la Guerra Indo-pakistaní de 1971. Los F-6 pakistaníes derribaron diez aviones indios, perdiendo cuatro de los suyos. Tras efectuar acciones de diverso tipo durante otros conflictos, los F-6 pakistaníes fueron retirados de servicio en 2002.

### Medio Oriente

#### Egipto y Siria
En 1962, los MiG-19 egipcios vieron cierta acción en el papel de ataque terrestre durante la guerra civil en Yemen que tuvo lugar a principios de los años sesenta. El primer combate aéreo reportado en el Medio Oriente con el MiG-19 ocurrió el 29 de noviembre de 1966 cuando un Dassault Mirage-IIICJ de la Fuerza Aérea israelí (IAF) derribó dos MiG-19 egipcios que intentaban interceptar un avión de reconocimiento israelí Piper J-3 Cub en el espacio aéreo israelí. El primer MiG fue destruido con un misil guiado por radar Matra R.530 disparado desde una distancia de menos de una milla, marcando la primera victoria aérea para el misil de fabricación francesa. El segundo MiG-19 fue despachado con cañones de fuego DEFA de 30 mm. Alrededor de 80 MiG-19 estaban en servicio con Egipto durante la guerra de los Seis Días en junio de 1967, pero más de la mitad fueron destruidos en el suelo durante los ataques aéreos israelíes de Operación Focus. Los pilotos israelíes, sin embargo, encontraron al MiG-19 como un adversario potencialmente peligroso debido a su rendimiento, maniobrabilidad y armamento pesado.
Después de la guerra, los egipcios organizaron los aviones MiG-19 sobrevivientes y les asignaron tareas de defensa aérea del interior de Egipto. La Unión Soviética no suministró a Egipto ningún reemplazo de los MiG-19 destruidos en la guerra de los Seis Días, pero Egipto podría haber recibido algunos de Siria e Irak, de modo que para fines de 1968 había más de 80 MiG-19 en servicio con La fuerza aérea egipcia. El avión también vio combate durante la Guerra de Desgaste; en un compromiso el 19 de mayo de 1969, un avión MiG-19 atacó a dos Mirages israelíes, derribando a uno con fuego de cañón mientras el otro escapaba. Egipto tenía alrededor de 60 Mig-19 en servicio durante la guerra de Yom Kipur de 1973 en la que sirvieron como aviones de apoyo aéreo cercano. 
Irak obtuvo algunos cazas MiG-19S a principios de la década de 1960, pero más tarde vendió la mayoría de ellos (una pareja que permanece en museos locales), aunque algunas estructuras aéreas restantes vieron alguna acción contra los kurdos en la década de 1960. Irán adquirió su propio lote de J-6 chinos, con 100 armazones de aviones entre 1980 y 1987.

#### Irak
Irak recibió interceptores MiG-19S en los años sesenta, los cuales fueron revendidos posteriormente y unos pocos se conservaron. En 1983, durante la guerra entre Irán e Irak, los iraquíes obtuvieron un lote de F-6 provenientes de Egipto; al mismo tiempo, Irán recibió cierta cantidad de F-6. Por ello, ambas naciones beligerantes disponían de un mismo modelo de avión; no obstante, no se registraron combates aire-aire MiG contra MiG. 

### América
Cuba recibe sus primeros MiG-19 en noviembre de 1961, siendo así el primer país de Latinoamérica en recibir aviones supersónicos. Su Fuerza Aérea Revolucionaria (FAR) recibe en total 12 MiG-19P, que entran en servicio en enero de 1962. Durante la Crisis de los misiles de Cuba de octubre de 1962, los MiG-19 cubanos participaron en misiones de intercepción de los aviones de reconocimiento de Fuerza Aérea de Estados Unidos que sobrevolaban la isla.

### África

#### cuerno de África
En el Cuerno de África, las Fuerzas Armadas de Somalia volaron el F-6 contra la Fuerza de Defensa Nacional de Etiopía durante la campaña de Ogaden. La SAF también usó el avión contra posiciones rebeldes a fines de los años ochenta.

#### Valle del Nilo
En el valle del Nilo, Sudán usó a sus combatientes MiG-19S contra los separatistas en el sur de Sudán. Al menos uno de esos aviones fue derribado.

#### Grandes lagos africanos
En la región africana de los Grandes Lagos, Tanzania voló a los cazas del MiG-19S contra Uganda durante la guerra entre los dos estados en 1978 y 1979.

## Variantes
- MiG-19 (OTAN: "Farmer-A")
  - Primera versión de producción armados con 3 cañones Nudelman-Rikhter NR-23 de 23 mm .
- MiG-19P (OTAN: "Farmer-B")
  - La versión equipada con radar RP-1 Izumrud en la nariz y armados con 2 NR-23 de 23 mm (más tarde 2 cañones en las alas NR-30 de 30 mm) . Había una provisión de cohetes no guiado en relación con cada paquete de ala, deriva de popa alargada , tercer freno aerodinámico añadido detrás de la aleta ventral. El misil Vympel K-13 (AA-2 'Atoll') aire-aire (AAM) se añadió a finales de su vida útil; entró en la producción de 1955.
- MiG-19PG
  - MiG-19P equipado con la Gorizont-1 datos de control en tierra.
- MiG-19S (OTAN: "Farmer-C")
  - Desarrollo de los MiG-19P equipadas con receptor de navegación largo alcance Svod y armados con 3 cañones NR-30 de 30 mm. Puede haber dispuesto de un cohete no guiado o un paquete de las FAB-250 en virtud de cada ala bomba; entró en servicio en 1956.
- MiG-19R
  - versión de reconocimiento del MiG-19S con cámaras en la nariz y motores D-9BF-1
- MiG-19SF
  - MiG-19S tardío alimentado por motores RD-9BF-1 .
- MiG-19SV
  - Versión de gran altitud para interceptar a la versión de reconocimiento , llegó a 20 740 m, el 6 de diciembre de 1956, entró en servicio en 1956.
- MiG-19SVK
  - MiG-19SV con una nueva ala, pequeño aumento en la altitud sobre el MiG-19SV. No justificaba la producción.
- MiG-19SU (SM-50)
  - Versión de gran altitud para interceptar el Lockheed U-2, equipado con un paquete autopropulsor. Parece haber sido abandonada a causa de la incapacidad de controlar la aeronave a gran altura y la tendencia de los aviones supersónicos para entrar en barrena.
- MiG-19PF
  - Caza Monoplaza todo tiempo equipado con radar. Construido en pequeñas cantidades.
- MiG-19PM (OTAN: "Farmer-E")
  - Variante sin cañones, armados con 4 misiles Kaliningrad K-5 M (OTAN: AA-1 'Alkali'). Entró en producción de 1957.
- MiG-19PML
  - MiG-19PM con control de datos en tierra Lazur.
- MiG-19PU
  - Equipado con cohetes , similar al MiG-19SU.
- MiG-19PT
  - Un solo MiG-19P equipado para transportar misiles Vympel K-13 (OTAN: AA-2 'Atoll').
- MiG-19M
  - Blanco teledirigido por conversión de los MiG-19 y MiG-19S.
- SM-6
  - Dos MiG-19 Ps convertido a los laboratorios para la realización de pruebas de vuelo del misil Grushin K-6 (destinados al caza a reacción T-3 Sukhoi ) y radar Almaz-3.
- SM-12
  - Nueva caza prototipo, desarrollado en el MiG-21. 4 aviones construidos
- SM-20
  - Simulador de misiles para probar los misiles crucero Raduga Kh-20 (OTAN: AS-3 'Canguro')
- SM-30
- Versión para lanzamiento desde longitud cero (ZEL) con propulsor PRD-22 .
- SM-K
  - Banco de pruebas para probar los misiles crucero Raduga K-10 (OTAN: AS-2 'Kipper').
- Avia S-105
  - MiG-19S construido en Checoeslovaquia con células internas soviéticas.
- LIM-7
  - aviones MiG-19 construidos en Polonia.
- Shenyang J-6
  - Esta versión fue entregada a la Fuerza Aérea pakistaní como el F-6. El F-6 fue modificado posteriormente por la Fuerza Aérea pakistaní usar misiles estadounidenses AIM-9 Sidewinder.

## Usuarios
- Afganistán

Fuerza Aérea Afgana: 36 adquiridos por la Real Fuerza Aérea Afgana desde 1964.
- Albania

Fuerza Aérea Albanesa: 85 soviéticos y chinos construidos. Todos retirados en 2005
- Bangladés

Fuerza Aérea Bangladesí
- Bulgaria

El MiG-19 sirvió en la Fuerza Aérea Búlgara desde 1958 hasta 1973.
- China

Una variante de construcción china Shenyang J-6, todos los monoplazas se retiraron del servicio de combate de primera línea en 1992, excepto la variante Nanchang Q-5 de ataque a suelo, algunos J-6 se convirtieron en drones objetivo/ataque (número no confirmado). A partir de 2010 todos fueron dados de baja.
Fuerza Aérea del Ejército Popular de Liberación
- Cuba

Fuerza Aérea Cubana
- Checoslovaquia

Fuerza Aérea de Checoslovaquia operó muchos MIG-19S, MIG-19P, MIG-19PM y compilación con licencia S-105
- Alemania del Este

Fuerza Aérea de Alemania Oriental: operó 12 MiG-19S y otros 12 MiG-19PM sirvieron hasta 1969.
- Egipto

Fuerza Aérea Egipcia
- Hungría

Fuerza Aérea de Hungría: operó 1 MiG-19PM desde 1959 a 1973.
- Indonesia

Fuerza Aérea de Indonesia: adquirió varios MiG-19S en 1961 y los utilizó durante la preparación de la Operación Trikora en 1962 (la toma de Nueva Guinea Occidental de los Países Bajos) en Nueva Guinea Occidental (ahora Papúa y Papúa Barat). Varios de estos aviones se estrellaron. Todos se vendieron a Pakistán.
- Irán

Fuerza Aérea Iraní operó la versión de fabricación china de Mig-19
- Irak

Fuerza Aérea Iraquí
- Mozambique

Aviación Militar de Mozambique
- Corea del Norte

Fuerza Aérea de Corea del Norte: J-6 todavía en servicio a partir de diciembre de 2018.
- Pakistán

Fuerza Aérea de Pakistán: Operó el J-6 chino desde 1965 hasta 2002. Algunos de ellos están en exhibición en plazas en varias ciudades.
- Polonia

Fuerza aérea polaca: Un total de 22 interceptores MiG-19P y 14 MiG-19PM sirvieron entre 1957 y 1974.
- Rumania

Fuerza Aérea Rumana: Un total de 17 aviones MiG-19P y 10 MiG-19PM estuvieron en servicio entre 1958 (1959 para el primer ministro) y 1972.
- Somalia

Cuerpo de aire somalí
- Unión Soviética

Fuerza Aérea Soviética
Aviación Naval Soviética
- Sudán

Fuerza Aérea sudanesa.
- Siria

Fuerza Aérea Siria
- Tanzania

Fuerza Aérea de Tanzania
- Vietnam

Fuerza Aérea Popular de Vietnam
- Zambia

Fuerza Aérea de Zambia

## El incidente del Boeing RB-47H
El 1 de junio de 1960, MiG-19 soviéticos derribaron un Boeing RB-47H, de reconocimiento electrónico, que sobrevolaba el norte de la URSS; uno de sus tripulantes murió y dos fueron tomados prisioneros.

## Especificaciones
Referencia datos: Mig-19

### Características generales
- Tripulación: 1
- Longitud: 12,6 m (41,3 ft)
- Envergadura: 9,2 m (30,2 ft)
- Altura: 3,9 m (12,7 ft)
- Superficie alar: 25 m² (269,1 ft²)
- Peso vacío: 5760 kg (12 695 lb)
- Peso máximo al despegue: 10 000 kg (22 040 lb)
- Planta motriz: 2× Turborreactor Tumansky R-9BF-811.
  - Empuje normal: 30,2 kN (3079 kgf; 6789 lbf) de empuje cada uno.
  - Empuje con postquemador: 39 kN (3977 kgf; 8768 lbf) de empuje cada uno.

### Rendimiento
- Velocidad máxima operativa (Vno): 1540 km/h (957 MPH; 832 kt)
- Alcance: 1390 km (751 nmi; 864 mi)
- Radio de acción: 685 m (2247 ft)
- Alcance en ferry: 2200 m (7218 ft) con tanques de combustible auxiliares.
- Techo de vuelo: 17 900 m (58 727 ft)
- Régimen de ascenso: 180 m/s (35 433 ft/min)
- Carga alar: 302,4 kg/m² (61,9 lb/ft²)
- Empuje/peso: 0.86

### Armamento
- Cañones: 3× cañones Nudelman-Rikhter NR-30 de 30 mm
- Puntos de anclaje: 4 con una capacidad de 1000 kg, para cargar una combinación de:   
  - Cohetes: 

    - 4 x ARS-160
    - 4 x ARS-212M

  - Misiles: 

    - 4 x Kaliningrad RS-1U/RS-2

### Desarrollo relacionado
- Mikoyan-Gurevich MiG-17

- Nanchang Q-5

- Shenyang J-6

### Aviones Similares
- Dassault Super Mystère

- North American F-100 Super Sabre

### Secuencia de los aviones MiG
- MiG-1 – MiG-3 – MiG-9 –  MiG-15  –  MiG-17  – MiG-19 – MiG-21 – MiG-23 – MiG-25 – MiG-27 – MiG-29 – MiG-31 – MiG-33 – MiG-35